# 戴圩街道
戴圩街道是中华人民共和国江苏省徐州市邳州市下辖的一个街道办事处。
2013年8月6日，江苏省人民政府批复同意撤销戴圩镇，将原戴圩镇行政区域与原运河镇的徐塘、吴闸、马场、五杨、八杨5个居委会区域及邵场村委会区域合并，设立戴圩街道办事处，街道办事处驻府前街1号。

## 行政区划
戴圩街道下辖以下村级行政区划单位：
葡萄村、安贤村、常庄村、申庄村、戴圩村、仕庄村、华庄村、连渊村、王场村、高渡口村、杜家村、徐塘社区、吴闸社区、马场社区、八杨社区、五杨社区、东刘庄村、曲坊村、林子村、寨墩村、楚埠村、老耿布村、戴场村和邵场村。